# Медіна-де-Ріосеко
Медіна-де-Ріосеко (ісп. Medina de Rioseco) — місто і муніципалітет в Іспанії, у складі автономної спільноти Кастилія-і-Леон, у провінції Вальядолід. Населення — 5042 особи (2010).
Місто розташоване на відстані близько 200 км на північний захід від Мадрида, 36 км на північний захід від Вальядоліда.
На території муніципалітету розташовані такі населені пункти: (дані про населення за 2010 рік)
- Медіна-де-Ріосеко: 4973 особи
- Монте-Торосос: 2 особи
- Паласіос-де-Кампос: 67 осіб

## Демографія
Динаміка населення (INE ):